# Українська дійсність
«Українська дійсність» — орган української громади в Німеччині гетьманського напряму, виходив у Берліні в 1940-1945 роках тричі на місяць (до 1943 року з додатком «Господарська прилога»). Газету фірмував І. Калинович. Поряд інформацій про громадянське і культурне життя української спільноти в Німеччині, Чехії, Австрії, «Українська дійсність» подавала серед інших огляди подій в Україні, зокрема з часів української державности і радянського періоду.